# Loi fondamentale de la région administrative spéciale de Hong Kong
La loi fondamentale de la région administrative spéciale de Hong Kong de la république populaire de Chine (en anglais : Basic Law of the Hong Kong Special Administrative Region of the People's Republic of China ; chinois traditionnel : 中華人民共和國香港特別行政區基本法 ; pinyin : Zhōnghúa Rénmín Gònghéguó Xiānggǎng tèbié Xíngzhèngqū Jībénfǎ [] ; en abrégé : chinois : 香港基本法; pinyin : Xiānggǎng Jībénfǎ) sert de constitution de la région administrative spéciale de Hong Kong (RASHK) de la république populaire de Chine (RPC).
Elle fut adoptée le 4 avril 1990 par la septième Assemblée nationale populaire (ANP), et prit effet le 1er juillet 1997 en remplaçant la lettre patente et la sanction royale lors de la rétrocession de cette ancienne colonie du Royaume-Uni à la RPC.

## Synthèse
La loi fondamentale a été rédigée selon la déclaration commune sino-britannique sur la question de Hong Kong (« la déclaration commune sino-britannique »), signée entre les gouvernements chinois et britanniques le 19 décembre 1984. La loi fondamentale précise les politiques de base de la RPC vers la région administrative spéciale de Hong Kong. Comme convenu entre la RPC et le Royaume-Uni dans la déclaration commune, selon le principe d'« un pays, deux systèmes » socialiste, comme pratiqué en RPC, qui ne serait pas étendu à Hong Kong. Elle garderait son système capitaliste précédent et sa façon de vivre pendant une période de 50 ans après 1997. Un certain nombre de libertés et de droits des résidents de Hong Kong y seraient également protégés.

## Son autorité
L'autorité pour la loi fondamentale est controversée : la plupart des disciples juridiques chinois sont de l'avis que la loi fondamentale est une législation purement domestique dérivant son autorité de la constitution de la république populaire de Chine ; néanmoins, d'autres juristes soutiennent que la loi fondamentale dérive son autorité directement de la déclaration commune sino-britannique. La distinction est importante, car il détermine le poids d'autorité que la RPC aurait pour changer la loi fondamentale, et les capacités des cours de Hong Kong pour aller à l'encontre de la législation domestique de la RPC.

## Sa rédaction
- La loi fondamentale fut rédigée par un Comité composé de membres de Hong Kong et du continent. Un Comité consultatif de loi fondamentale composé uniquement des personnes de Hong Kong a été établi en 1985 afin de récupérer des sondages auprès de la population de Hong Kong sur les ébauches.
- La première ébauche a été rédigée en avril 1988, suivi d'une consultation publique de cinq mois. La deuxième ébauche a été rédigée en février 1989, et la période de consultation suivante a été finie en octobre 1989. La loi fondamentale a été formellement promulguée le 4 avril 1990 par l'ANP, ainsi que les conceptions pour le drapeau et l'emblème de la RASHK.
- Quelques membres du Comité de rédaction de loi fondamentale ont été expulsés sur décision du Conseil des affaires de l'État de la république populaire de Chine après les manifestations de la place Tian'anmen en 1989, au cours desquels ils avaient exprimé leur soutien au mouvement des étudiants.

## Les principes généraux de la Loi fondamentale
- La RASHK a un degré d'autonomie élevé, et apprécie le pouvoir de direction et de législation. Le juridique reste indépendant, y compris cela de l'adjudication finale (article 2) ; à la place du Conseil privé de Sa Majesté (Privy Council), l'ancien dernier recours, la cour d'appel finale a été établie dans le territoire pour prendre le relais.
- Les membres des autorités exécutives et législatives de la RASHK seraient résidents permanents du territoire de Hong Kong selon les dispositions de la loi fondamentale (article 3).
- le système et les politiques socialiste chinois ne seront pas pratiqués dans la RASHK ; le système capitaliste et la façon de vivre précédent demeureront sans changement pendant 50 ans (article 5).
- Les lois précédemment en vigueur dans Hong Kong, à savoir la common law, des règles d’équité, des ordonnances, législation subordonnée et coutume (comme la loi de clan chinoise) en seront maintenues et susceptibles à être amendées par la législature de la RASHK, à l’exception de celles qui contredisent la loi fondamentale (article 8).
- Le droit à la propriété privée selon la loi sera protégé (article 6).
- Hong Kong devra promulguer une ou des lois interdisant tout acte de trahison, de sécession, de sédition, de subversion contre le gouvernement populaire central ou de vol de secrets d'État, afin d'interdire aux organisations ou organismes politiques étrangers de mener des activités politiques dans la Région, et d'interdire aux organisations ou organes politiques de la Région d'établir des liens avec des organisations ou organes politiques étrangers (article 23).
- Tous les résidents de Hong Kong seront égaux devant la loi. Les résidents permanents de la RASHK auront le droit de voter et de se présenter pour des élections selon la loi (articles 25 à 26).
- La liberté des personnes résidents de Hong Kong sera inviolable. Aucun résident de Hong Kong ne sera soumis à l’arrestation, détention ou l'emprisonnement arbitraire ou illégal. Les fouilles arbitraires ou illégales de n'importe quel résident, la privation ou la restriction de liberté seront interdites. La torture, ou la privation arbitraire ou illégale de la vie, de n'importe quel résident sera interdite (article 28).
- Les résidents de Hong Kong continueront à jouir, inter alia, des libertés d'expression, de la presse et de publication, d'association, de rassemblement, de manifestation, de communication, de voyage, de conscience, de croyance religieuse, et de mariage ; et le droit et la liberté de se réunir en syndicat, et la droit de grève seront préservés (articles 27 à 38).
- Les dispositions du Pacte international relatif aux droits civils et politiques, Pacte international relatif aux droits économiques, sociaux et culturels, et les conventions de travail internationales pour Hong Kong demeureront en vigueur et seront mises en application par les lois de la RASHK (article 39).
- Le Chef de l'exécutif de Hong Kong sera à terme élu au suffrage universel, sur nomination préalable par un comité à la représentativité large (article 45).
- Tandis que la RPC est désormais responsable des relations étrangères et la défense de la RASHK, Hong Kong est elle-même autorisée de participer aux organismes ou aux conférences internationaux de son propre droit (ou dans une telle autre capacité comme peut être autorisée par le gouvernement de la RPC et l'organisation ou conférence concernés) et peut exprimer leurs opinions, au nom de « Hong Kong, Chine ». La RASHK peut également, en nom de « Hong Kong, Chine », participer aux organismes internationaux et aux conférences non limités aux États.

## Interprétation et évolution de la Loi fondamentale depuis la rétrocession

### Interprétation de la «Basic Law»
En vertu de l'article 158, le pouvoir d'interprétation finale de la loi fondamentale revient au Comité permanent de l'Assemblée nationale populaire de la république populaire de Chine, pouvoir également dérivé de la Constitution de la RPC.
Le gouvernement de la région administrative spéciale de Hong Kong a sollicité par deux fois une interprétation de la loi fondamentale auprès du Comité permanent de l’APN de la RPC, sur les sujets suivants :
- 1999 : droit de résidence ;
- 2005 : durée du mandat du successeur d'un chef de l’exécutif qui démissionne : celui qui le remplace commencerait-il à servir un nouveau mandat de 4 ans, ou servirait-il uniquement le solde ?

Le Comité permanent de l’APN avait interprété une fois la loi fondamentale de sa propre initiative :
- 2004 : suffrage universel, mais sur proposition d'un comité de nomination représentatif - « Instrument 23 » de la Basic Law de Hong Kong[1].

### Évolution de la «Basic Law»
En mars 2021, le président de la république populaire de Chine promulgue une réforme du système électoral hongkongais. Selon Carrie Lam, la chef de l’exécutif de Hong Kong, cette réforme permettra d’atténuer « la politisation excessive de la société et le clivage interne qui a déchiré Hongkong ».
La nouvelle loi prévoit que le Conseil législatif de Hong Kong passe de 70 à 90 membres : 20 sièges (au lieu des 35 actuels) seront attribués au suffrage universel direct ; 40 sièges seront attribués par un comité de personnalités « pro-Pékin » ; les 30 derniers sièges seront désignés par des groupes socioprofessionnels, selon le système actuel qui favorise également les candidats favorables à Pékin. Tous les candidats devront au préalable avoir été approuvés sur la base de rapports préparés par l’organe chargé de la mise en œuvre de la loi sur la sécurité nationale à Hong Kong (comité pour la sécurité nationale et police de la sécurité nationale).
Plusieurs pays occidentaux ont fait part de leur indignation à la suite de cette réforme. En particulier, le Royaume-Uni a accusé la république populaire de Chine de renier les engagements qu'elle avait pris avant la rétrocession.